# Kendo

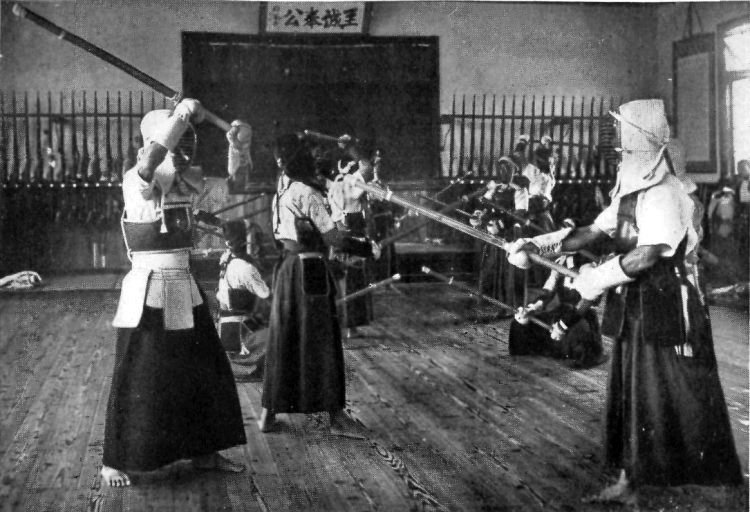
Luyện tập Kendo tại một trường nông nghiệp ở Nhật Bản khoảng năm 1920

Kendo (剣 道, Kendō, "kiếm đạo") là một môn võ thuật hiện đại Nhật Bản, có nguồn gốc từ kenjutsu, sử dụng kiếm tre (shinai) và áo giáp bảo vệ (bōgu). Ngày nay, kendo được rèn luyện rộng rãi ở Nhật Bản và đã được phổ biến tại nhiều quốc gia khác trên thế giới.   

## Võ phục và dụng cụ tập luyện
Kendo được luyện tập với các trang phục truyền thống của Nhật Bản, gồm áo giáp bảo vệ (防具, bōgu), một (đôi khi là hai) thanh kiếm tre (竹刀, shinai).

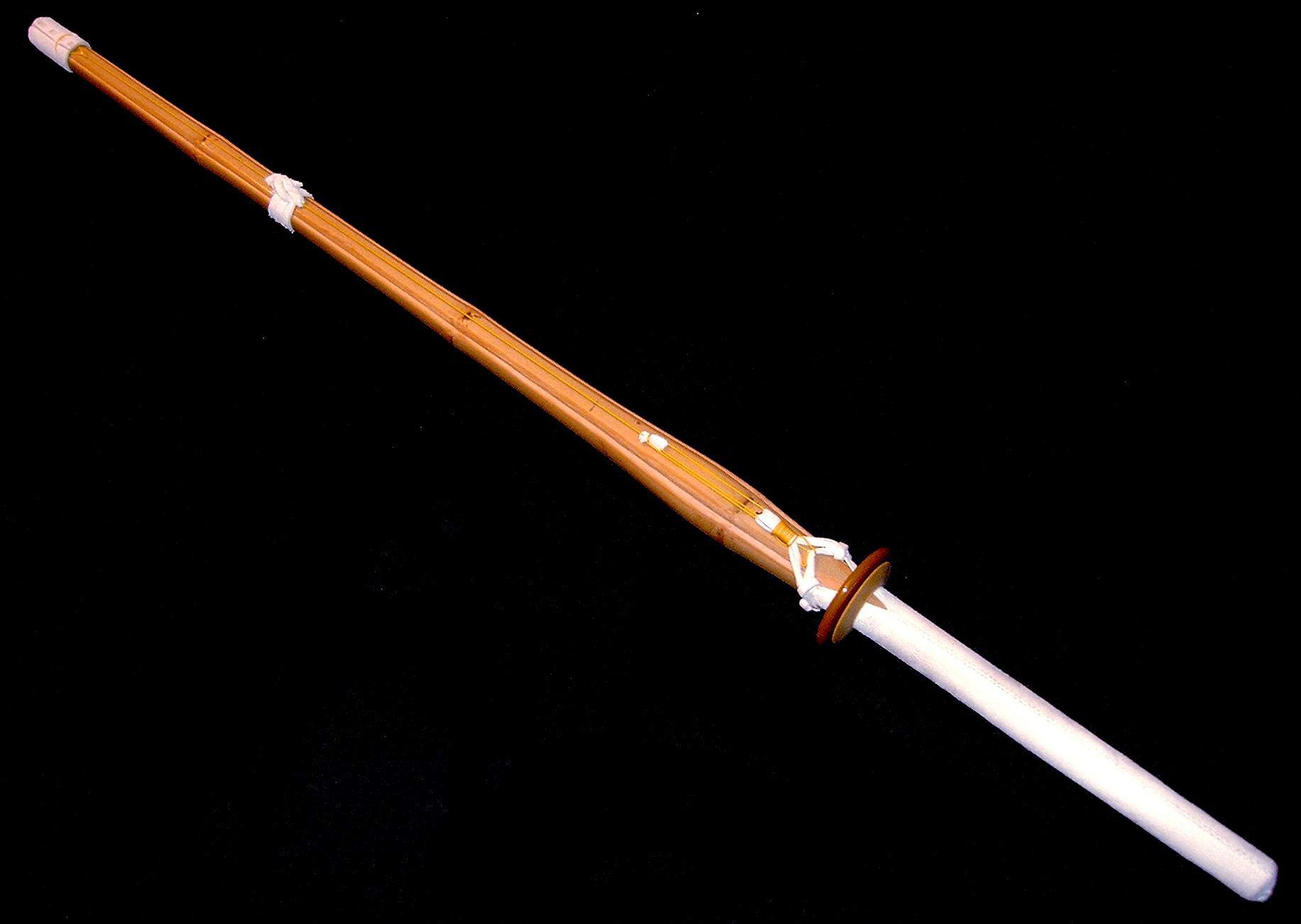
Shinai(竹刀)
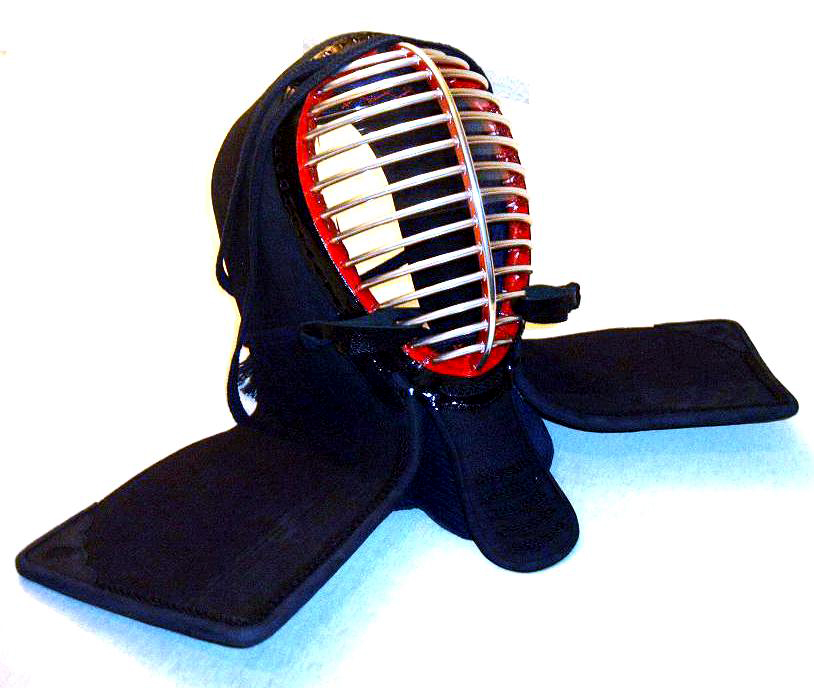
Men(面)
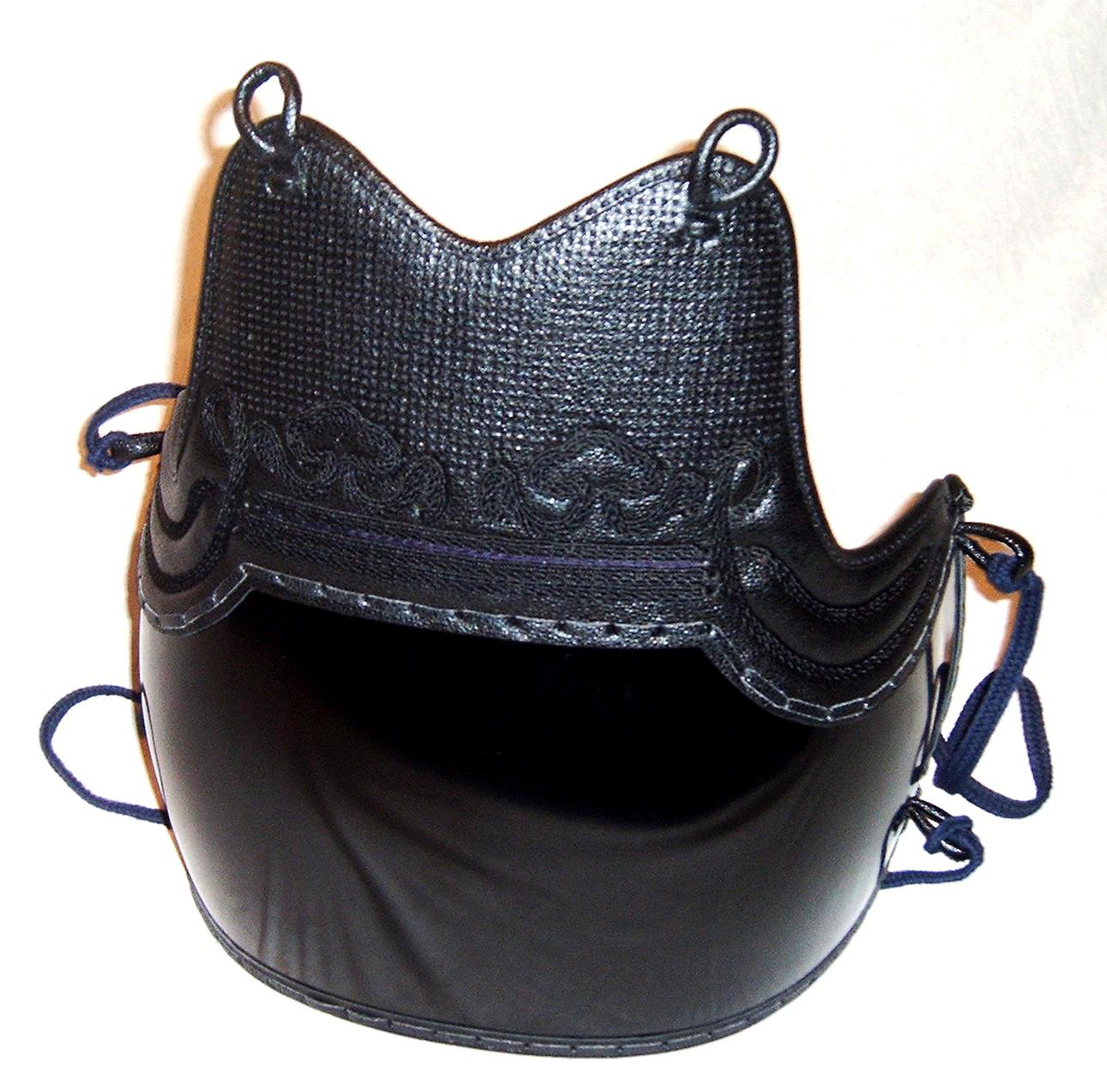
Dō(胴)
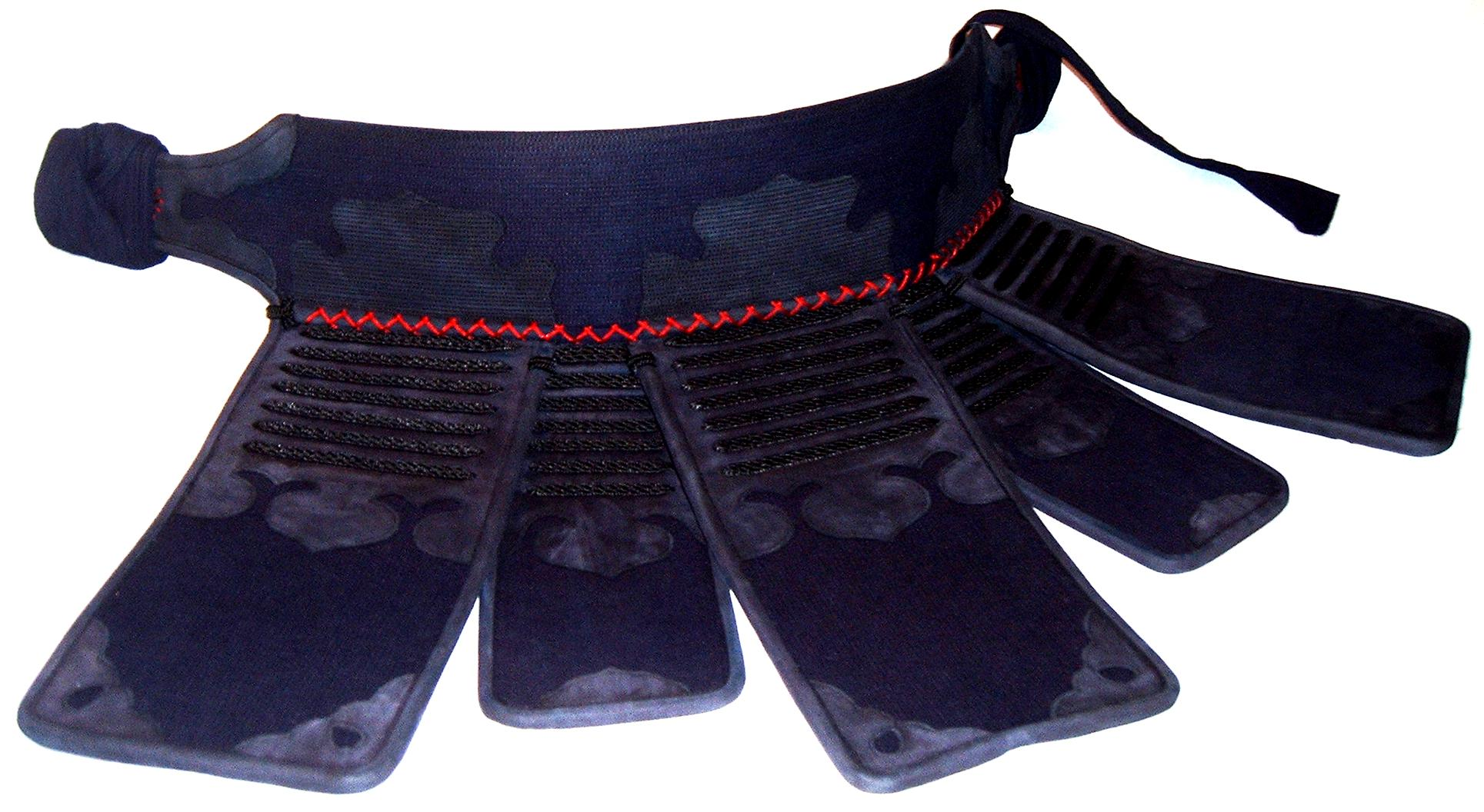
Tare(垂れ)
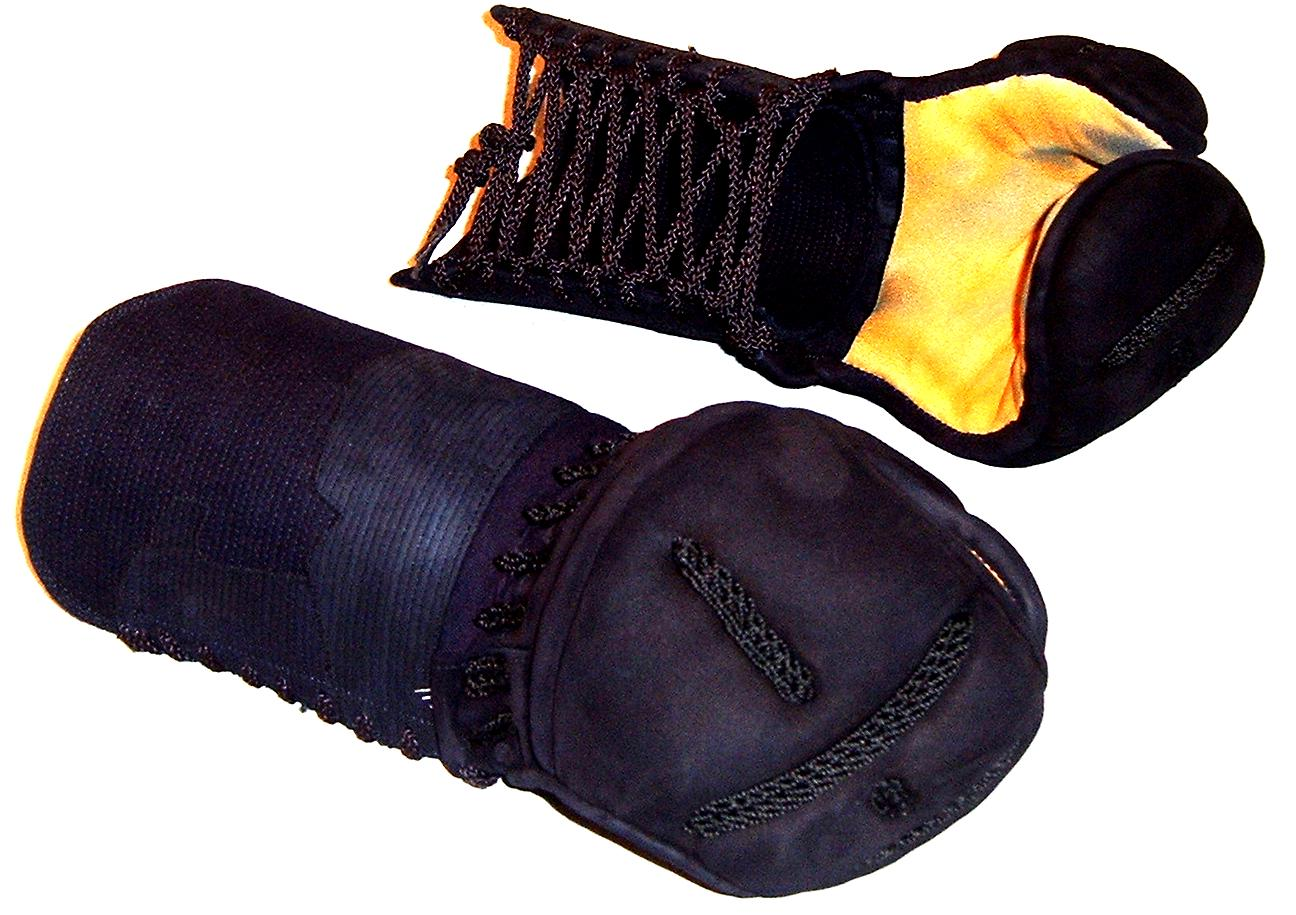
Kote(小手)
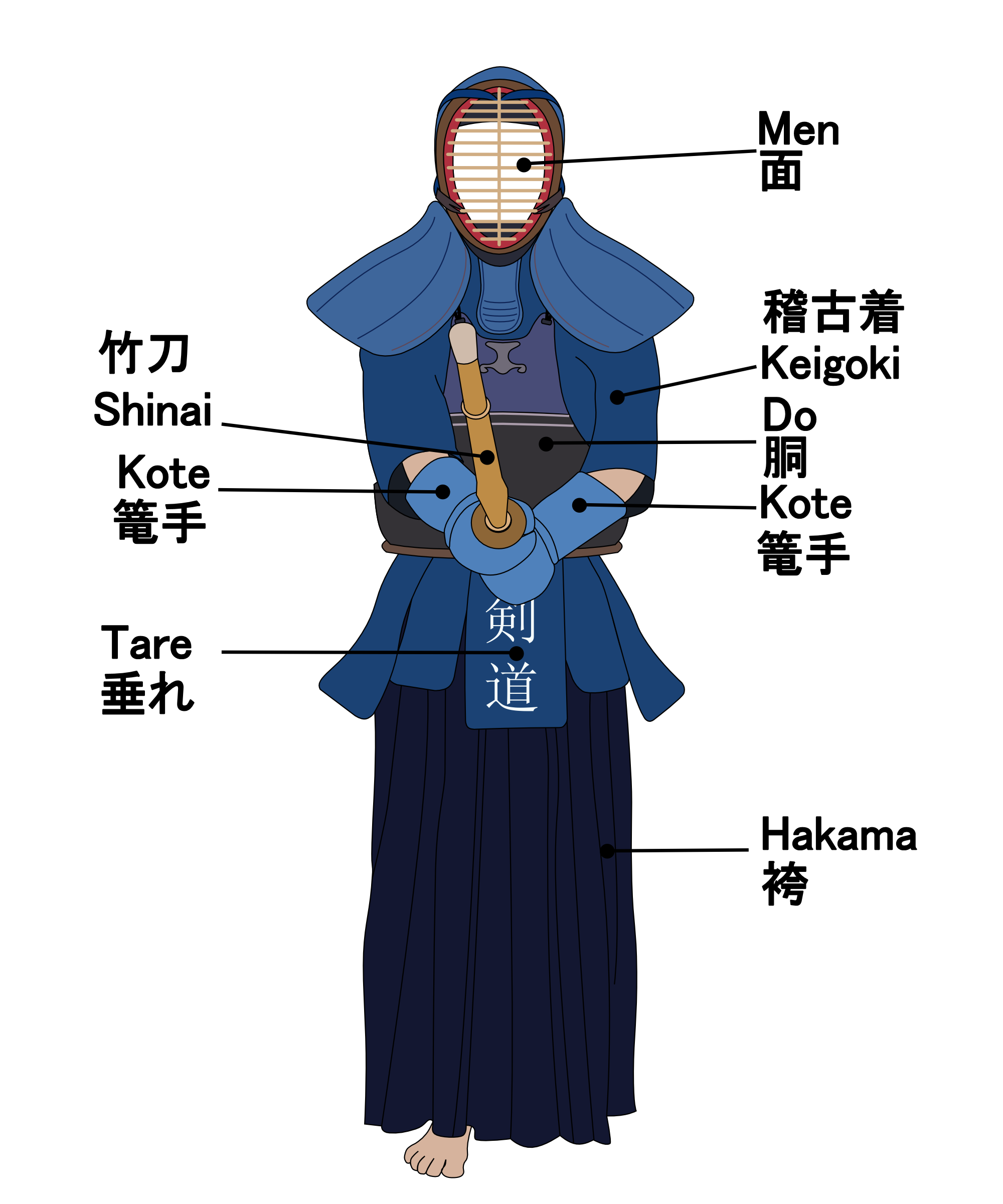
Bộ võ phục và áo giáp bảo vệ

### Dụng cụ tập luyện
Kiếm tre (shinai) được dùng để thay thế cho katana trong quá trình tập luyện, được làm từ bốn thanh tre ghép lại, giữ chặt với nhau bằng các miếng da. Một biến thể hiện đại của shinai được làm từ các thanh nhựa gia cố bằng sợi carbon cũng thường được sử dụng.
Kendōka (剣道家, "người tập kendo") cũng sử dụng những thanh kiếm gỗ (木刀, bokutō) để luyện kata.
Kendo sử dụng các đòn đánh gồm một cạnh và đầu của shinai hoặc bokutō.  
Áo giáp được mặc để bảo vệ các khu vực, mục tiêu cụ thể gồm đỉnh đầu, cổ tay và cơ thể. Đầu được bảo vệ bởi một chiếc mũ bảo hiểm cách điệu, gọi là men (面), với một tấm lưới kim loại (面 金, men-gane) để bảo vệ khuôn mặt, một loạt các vạt da và vải cứng (突 垂 れ, tsuki-dare) để bảo vệ cổ họng, và các vạt vải đệm (面 垂 れ, men-dare) để bảo vệ bên cổ và vai. Cẳng tay, cổ tay và bàn tay được bảo vệ bằng găng tay vải dày và dài gọi là kote (小 手). Phần thân được bảo vệ bằng một miếng giáp ngực (胴, dō), trong khi phần eo và vùng háng được bảo vệ bằng tare (垂 れ), gồm ba vạt vải dày hoặc ba mảnh áo giáp dọc. 

### Võ phục
Võ phục mặc dưới bōgu bao gồm áo khoác (kendogi hay keikogi) và hakama, một loại quần được tách ra ở giữa để tạo thành hai ống quần rộng.
Một chiếc khăn bông (手 拭 い, tenugui) được quấn quanh đầu, dưới men, để thấm mồ hôi và tạo một lớp đệm để đeo men một cách thoải mái. 

## Tập luyện kendo ngày nay
Tập kendo được cho là khá ồn ào so với một số môn võ thuật hoặc môn thể thao khác. Điều này là do các kendōka sử dụng tiếng hét, hay kiai (気 合 い) để thể hiện tinh thần chiến đấu của họ khi ra đòn. Ngoài ra, các kendōka còn thực hiện fumikomi-ashi (踏 み 込 み 足), một hành động dập bàn chân trước và trong khi ra đòn. 
Tương tự như một số môn võ thuật khác, kendōka được tập luyện và chiến đấu bằng chân trần. Mội trường luyện tập Kendo lý tưởng là một dōjō được xây dựng có mục đích nhất định, ở đây là tập để tập kendo, mặc dù các phòng thể thao tiêu chuẩn và các địa điểm khác cũng thường được dùng thay cho dōjō. Một địa điểm phù hợp để tập kendo phải có sàn lát gỗ được lau chùi sạch sẽ, thích hợp cho fumikomi-ashi.  

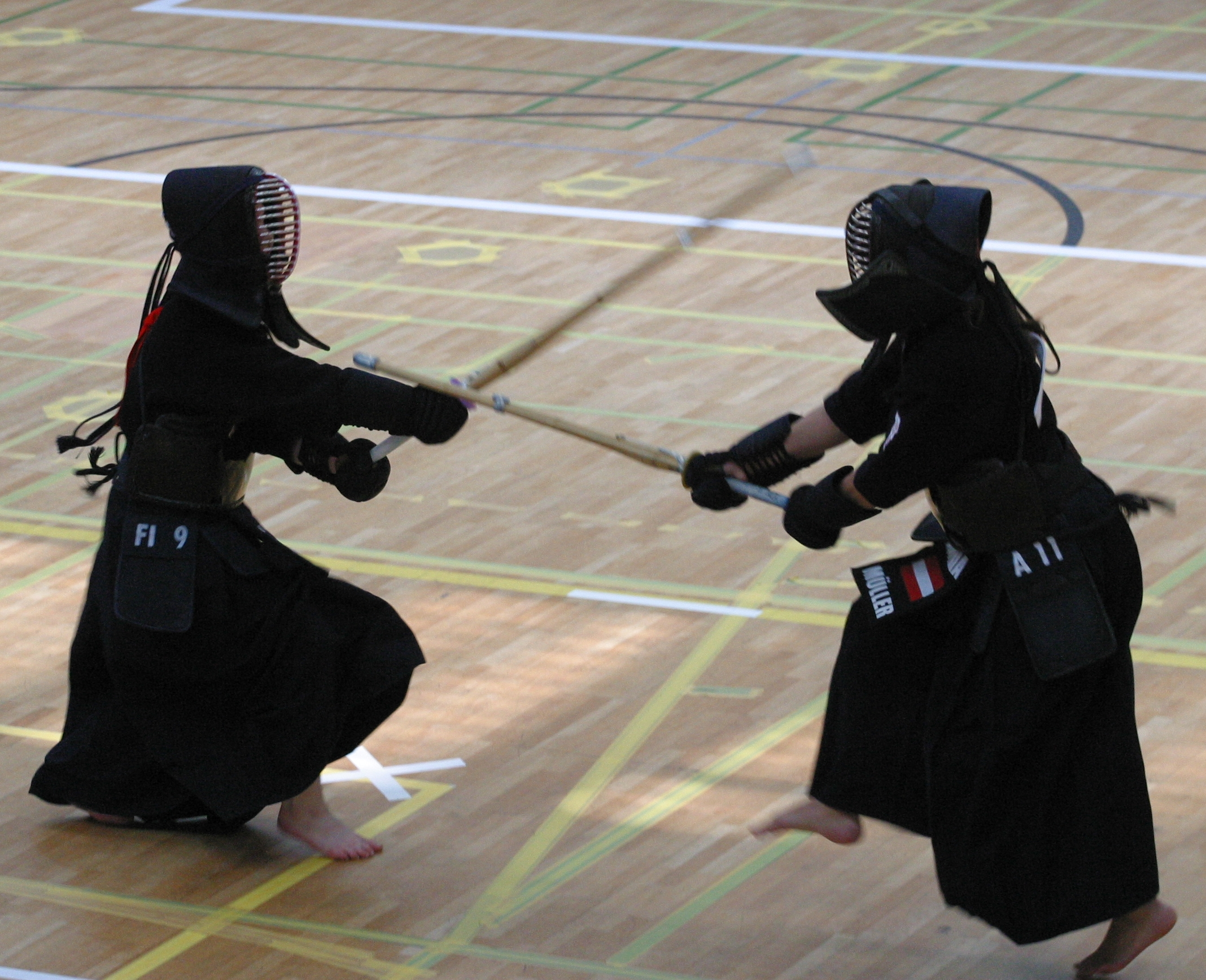
Đòn Debana Kote.
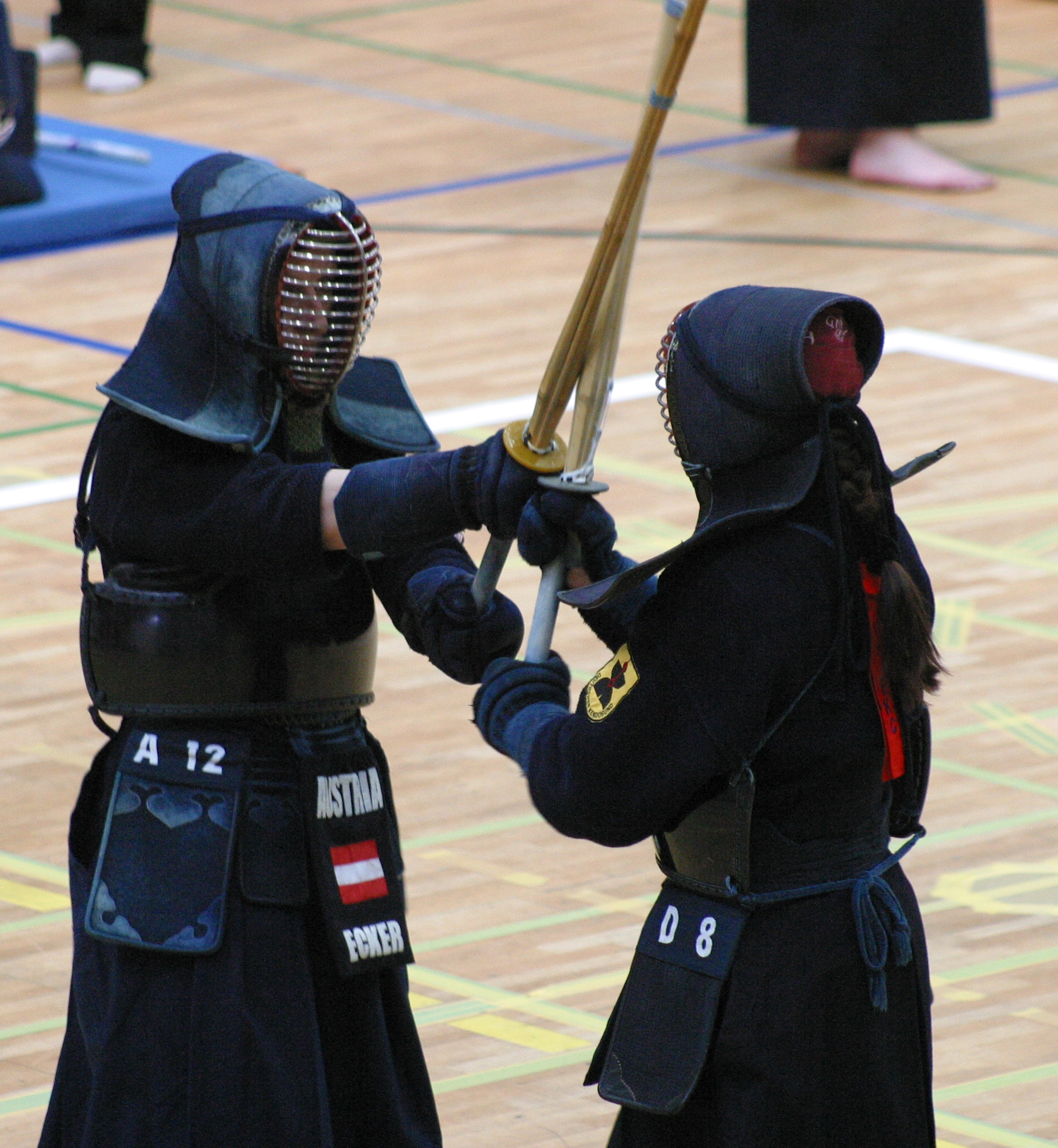
Hai Kendōka thực hiện động tác tsuba-zeriai.
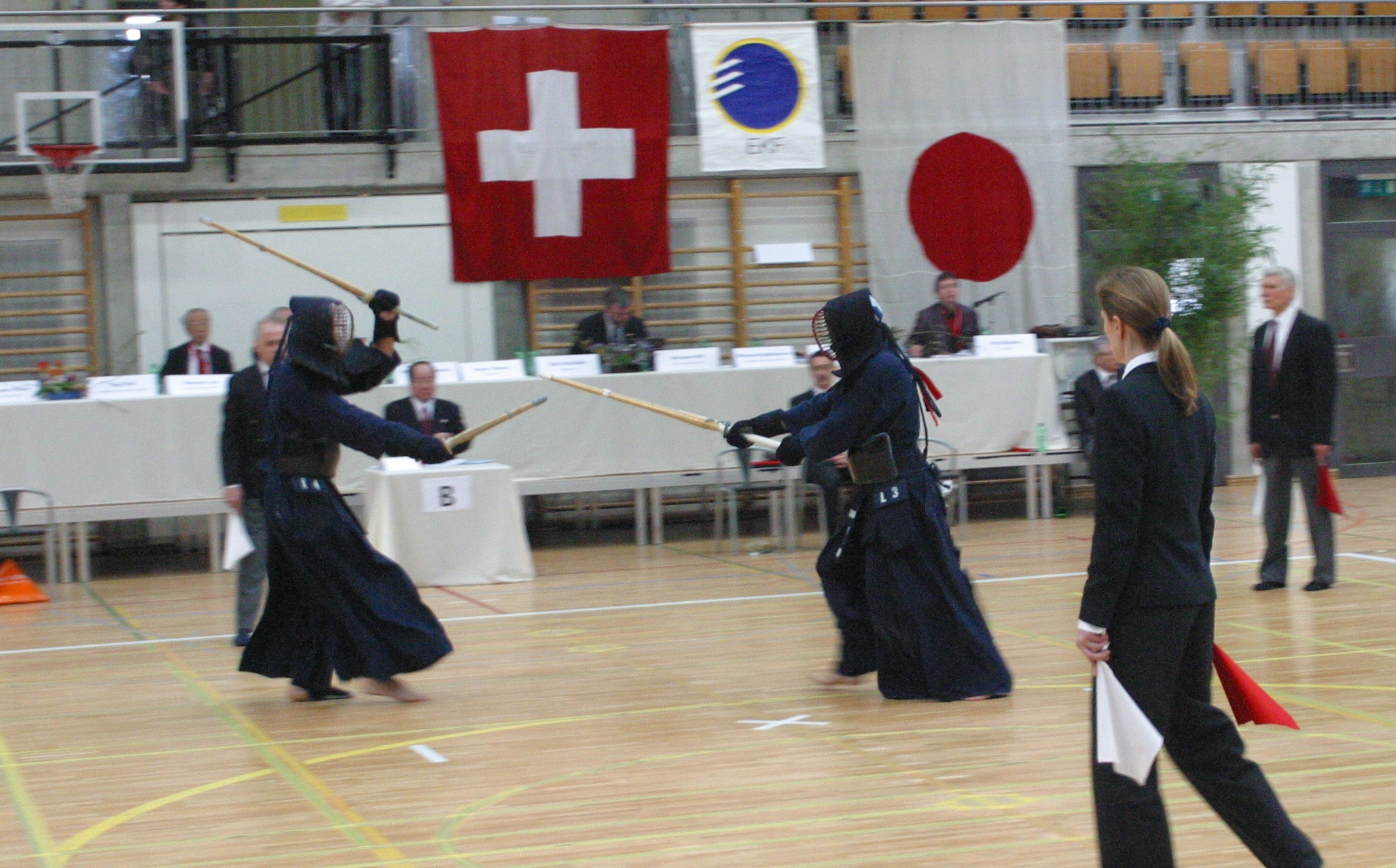
Hai Kendōka, người bên trái sử dụng nitō (song kiếm) và người bên phải sử dụng ‘'ittō (đơn kiếm).
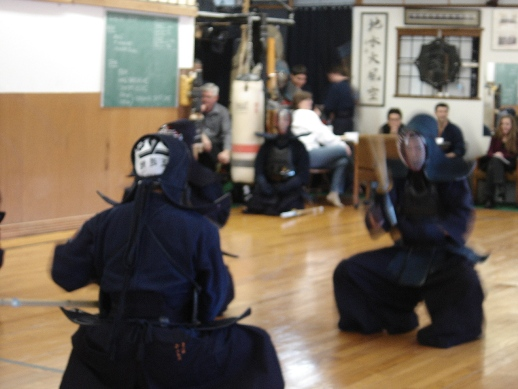
Hai Kendōka thực hiện sonkyo sau khi giao chiến.

Khi một kendoka bắt đầu tập luyện , các bài tập luyện có thể là một hoặc tất cả các bài tập sau:
- Kiri-kaeshi (切-返し/ きり-かえし?): Chém liên tục bên trái và bên phải của Men bằng 4 bước tiến và 5 bước lùi, mục đích là tập luyện để giữ vững trọng tâm, khoảng cách và các kỹ thuật, đồng thời cũng để nâng cao tinh thần và thể lực.
- Waza-geiko (技-稽古/ わざ-げいこ?): waza là các kỹ thuật, chiến thuật tập luyện để các kendoka rèn luyện và chuẩn hoá các kỹ thuật trong kendo.
- Kakari-geiko (掛-稽古/ かかり-げいこ?): Đánh nhanh, liên tục và mạnh mẽ trong một khoảng thời gian ngắn, mục đích để rèn luyện sự tỉnh táo và sẵn sàng trong mọi đòn đánh, đồng thời cũng để nâng cao tinh thần và thể lực.
- Ji-geiko (地-稽古/ じ-げい?): Đánh tự do, sử dụng tất cả những gì mình học được để thi đấu với người cùng tập.
- Gokaku-geiko (互角-稽古/ ごかく-げいこ?): Tập luyện giữa 2 kendoka có cùng đẳng cấp.
- Hikitate-geiko (引立-稽古/ ひきたて-げいこ?): Tập luyện dưới sự hướng dẫn của kendoka cấp cao hơn.
- Shiai-geiko (試合-稽古/ しあい-げいこ?): Thi đấu có trọng tài.

### Mục đích tập luyện của Kendo
Để nhào nặn tâm trí và thân thể.
Để nuôi dưỡng một tinh thần mạnh mẽ
Thông qua đào tạo đúng cách và nghiêm khắc,
Để phấn đấu cải thiện nghệ thuật Kendo.
Để tôn trọng lịch sự và danh dự.
Kết giao với người khác bằng sự chân thành.
Và để mãi mãi theo đuổi sự tu dưỡng của bản thân.
Bằng cách này, ta có thể:
Yêu tổ quốc và xã hội;
Góp phần phát triển văn hóa;
Thúc đẩy hòa bình và thịnh vượng giữa các đất nước.